# Meir Amit
Meir Amit (מאיר עמית) (né le 17 mars 1921 à Tibériade alors en Palestine mandataire - mort le 17 juillet 2009) a été le directeur général du Mossad de 1963 à 1968 et un homme politique israélien. Il était membre de la Haganah pendant la guerre israélo-arabe de 1948-1949. Il obtient le prix Israël en 2003.